# Omega Andromedae
Omega Andromedae (Omega And, ω Andromedae, ω And), som är stjärnans Bayerbeteckning, är en dubbelstjärna belägen i östra delen av stjärnbilden Andromeda. Den har en skenbar magnitud på ungefär +4,83, och är tillräckligt ljus för att kunna ses med blotta ögat. Baserat på parallaxmätningar gjorda under Hipparcos-uppdraget befinner den sig på ett avstånd av 93,3 ljusår (28,6 parsek) från solen.

## Egenskaper
Den primära komponenten är en stjärna av spektralklass F5 IVe.  Luminositetsklassen IV anger att det sannolikt är en underjättestjärna som håller på att utvecklas bort från huvudserien efter att den förbrukat vätet i dess kärna. Den uppmätta vinkeldiametern hos primärstjärnan är 0,70 ± 0,03 mas. Med det uppskattade avståndet ger detta en fysisk storlek på ca 2,2 gånger solens radie. Den utstrålar omkring sju gånger mera energi än solen från dess yttre atmosfär vid en effektiv temperatur av 6 628 K. Denna värme ger den gulvita färg som karakteriserar en stjärna av typ F.
År 2008 fastställdes en följeslagare med hjälp av adaptiv optik på Lick Observatory. Efterföljande observationer visade att magnitudskillnaden mellan de två stjärnorna är 3,65 ± 0,03 och de är separerade med 0,669 bågsekunder.